# Sabine Damir-Geilsdorf
Sabine Damir-Geilsdorf ist eine deutsche Islamwissenschaftlerin und Hochschullehrerin. Seit 2012 hat sie eine Professur an der Universität zu Köln in Islamwissenschaft inne; sie ist zudem Direktorin des zugehörigen Institut für Sprachen und Kulturen der islamisch geprägten Welt.

## Leben und Hochschulkarriere
Zwischen 1987 und 1990 studierte Damir-Geilsdorf an der Pädagogischen Hochschule Kiel und absolvierte das Erste Staatsexamen in Kunst, Deutsch und Biologie; anschließend begann sie 1990 an der Justus-Liebig-Universität Gießen ein Studium der Islamwissenschaft und Deutsch als Fremdsprache. In Syrien studierte sie von 1992 bis 1993 lebte sie in Syrien mittels eines Sprach- und Forschungsinstituts an der Universität Damaskus. Im Jahr 2001 promovierte sie mit einer Arbeit über die Herrschaftsvorstellung des bedeutenden islamistischen Ideologen Sayyid Qutb und arbeitete bis 2008 als Wissenschaftliche Mitarbeiterin an der Universität Gießen. 2008 wurde sie mit einer Arbeit über Palästinensische Narrative über die Nakba 1948 habilitiert. Zwischen 2008 und 2012 hatte sie Vertretungsprofessuren für Islamwissenschaft an der Philipps-Universität Marburg und der Rheinischen Friedrich-Wilhelms-Universität Bonn inne. Seit 2012 hat Damir-Geilsdorf eine Professur der Islamwissenschaft an der Universität zu Köln inne und ist Direktorin des Institut für Sprachen und Kulturen der islamisch geprägten Welt.

## Veröffentlichungen (Auswahl)
- Islamismus. Eine Einführung. Bonn: Bundeszentrale für politische Bildung, 2023, (Online)
- mit Mira Menzfeld, Yasmina Hedider: Salafistische Kontroversen um die Auslegung des Glaubens und Alltagspraktiken. Pierre Vogel und andere Akteure in Deutschland ..., Core Report 2/2018
- Die ‚nakba’ erinnern. Palästinensische Narrative des ersten arabisch-israelischen Kriegs 1948. Literaturen im Kontext 26, Göttingen 2008.[Habilitationsschrift].
- Herrschaft und Gesellschaft. Der islamistische Wegbereiter Sayyid Qutb und seine Rezeption (MISK; 11), Würzburg 2003, Dissertation.